# 南デンマーク地域

南デンマーク地域
Region Syddanmark

南デンマーク地域・市（コミューン）

南デンマーク地域（みなみデンマークちいき、Region Syddanmark）は、デンマークの地方行政区画である5つの地域（region）の一つ。2007年1月1日に県の再編に伴い設置された。元のフュン県、リーベ県、スナユラン県、ヴァイレ県の一部を統合、再編した地域である。
地理的にはデンマーク南西部に位置し、ユトランド半島南部、フュン島、ランゲラン島、アルス島、エールー島、トーシンエ島などからなる。

## 行政区分
南デンマーク地域には以下の22個の市（コムーネ Kommune）がある。

### 2007年からの市（コムーネ）
| 基礎自治体（市、Kommune、コムーネ） | デンマーク語    | 行政府所在地                 |
| ----------------------------------- | --------------- | ---------------------------- |
| アセンス市                          | Assens          | アセンス                     |
| ビロン市                            | Billund         | グレンステズ                 |
| エスビェア市                        | Esbjerg         | エスビャウ（エスビェア）     |
| フェーヌー市                        | Fanø            | ノアビュー                   |
| フレゼリシア市                      | Fredericia      | フレゼリシア（フレザレチャ） |
| フォボー＝ミトフューン市            | Faaborg-Midtfyn | レンゲ                       |
| ハザスリウ市                        | Haderslev       | ハザスリウ                   |
| ケアデミネ市                        | Kerteminde      | ケアデミネ                   |
| コリング市                          | Kolding         | コリング                     |
| ランゲラン市（ランゲラン島）        | Langeland       | ルズクービング               |
| ミゼルファート市                    | Middelfart      | ミゼルファート               |
| ノアフューン市                      | Nordfyn         | ボウウンセ                   |
| ニュボー市                          | Nyborg          | ニュボー                     |
| オーデンセ市                        | Odense          | オーデンセ（オゼンセ）       |
| スヴェンボー市                      | Svendborg       | スヴェンボー                 |
| スナボー市                          | Sønderborg      | スナボー                     |
| トゥナー市                          | Tønder          | トゥナー                     |
| ヴァーデ市                          | Varde           | ヴァーデ                     |
| ヴァイイン市                        | Vejen           | ヴァイイン                   |
| ヴァイレ市                          | Vejle           | ヴァイレ                     |
| エールー市（エールー島）            | Ærø             | エールースクービング         |
| オーベンロー市                      | Aabenraa        | オーベンロー                 |